# NGC 7671
NGC 7671 is een lensvormig sterrenstelsel in het sterrenbeeld Vissen. Het hemelobject werd op 21 oktober 1784 ontdekt door de Duits-Britse astronoom William Herschel.

## Synoniemen
- UGC 12602
- MCG 2-59-44
- ZWG 431.69
- PGC 71478